# Донец-Захаржевский, Яков Михайлович
Яков Михайлович Донец-Захаржевский (рус. дореф. Яковъ Михайловичъ Донецъ-Захаржевскій, ум. 1801 г.) — секунд-майор Русской императорской армии, предводитель Харьковского дворянства, близкий друг философа Григория Саввича Сковороды.

## Жизнь
Яков Михайлович Донец-Захаржевский родился четвёртым сыном в доме Михаила Михайловича Донца-Захаржевского (ум. 1760) от брака с Анастасией Петровной, происходившей из казацкого рода Штепа. Отец служил полковником Сумского слободского казачьего полка и вступил в малороссийское дворянство. В наследство от отца Яков Михайлович получил имение в Бурлуке. Яков Донец-Захаржевский был предводителем Харьковского дворянства и в этом качестве сыграл важную роль в сборе средств для строительства Харьковского университета.
Известно, что Донец-Захаржевский был набожным человеком и состоял в дружеских отношениях со странствующим философом Григорием Сковородой. Юрий Лощиц в связи с этим пишет: «Спасаясь от семейных склок и препирательств, Захаржевский много времени проводил на даче в Константиновской роще. Похоже, что любовь к этому роду „пустынножительства“ была привита ему примером Сковороды. Влияние отшельнического опыта Григория Саввича сказывается даже на стиле писем Захаржевского: „Кто вам сказал, чтобы уединение тяготило меня? Нет! Оно одно родит душевные мысли и расширяет их выше солнца…“…».
В 1790 году Сковорода посвятил Донцу-Захаржевскому свой перевод с древнегреческого, известный как «Книжечка Плутархова о спокойствии души». В обращении к другу Сковорода писал: «Приимите милостиво от человека, осыпаннаго Вашими милостьми и ласками, маленький сей, аки лепту, дарик, маленькое зеркальце благодарности».
От брака с Настасьей Лаврентьевной Шидловской у Донца-Захаржевского было трое детей — сыновья Владимир и Андрей, а также дочь Екатерина. Сыновья построили успешную военную карьеру и оставили заметный след в истории Слободской Украины. Единственная дочь Якова Михайловича Донца-Захаржевского — Екатерина — была выдана замуж за генерал-лейтенанта Николая Васильевича Неклюдова (1761—1849). Она умерла при родах в 1805 году. Ребёнок — Василий Николаевич Неклюдов — при родах выжил, стал русским военным деятелем и дослужился до генеральского чина, продолжив род.